# M82 X-1

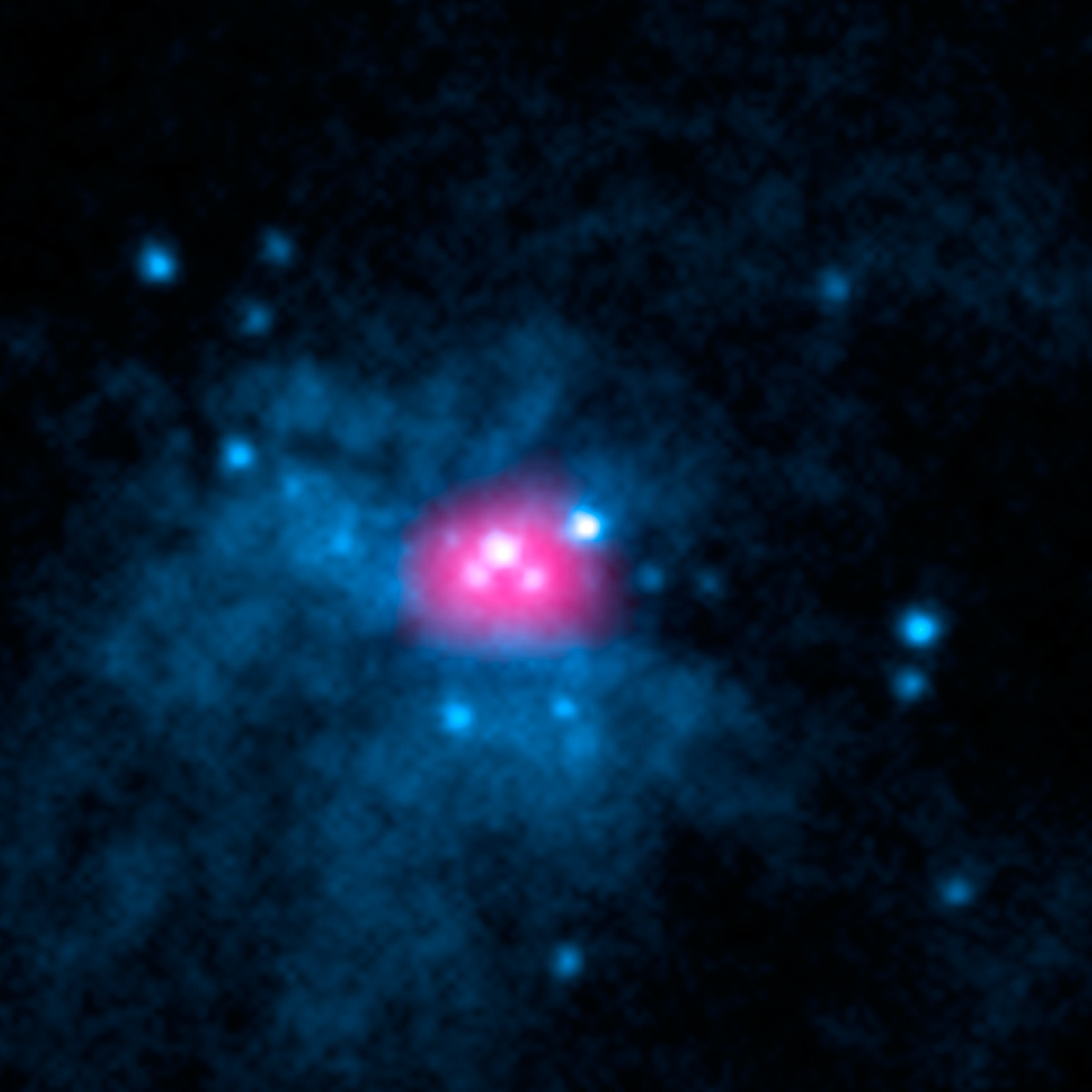
Foto del centro de M82, donde se encuentran M82 X-1 y M82 X-2. Hecha por la NASA en 2014.

M82 X-1 es una fuente de rayos X ultraluminosa ubicada en la galaxia M82. Es un candidato a agujero negro de masa intermedia, con una masa estimada entre 100 y 1000 masas solares.Es una de las fuentes de rayos X ultraluminosas más brillantes jamás conocidas. Su luminosidad excede el límite de Eddington para un objeto de masa estelar.